# Webmuseum Oederan

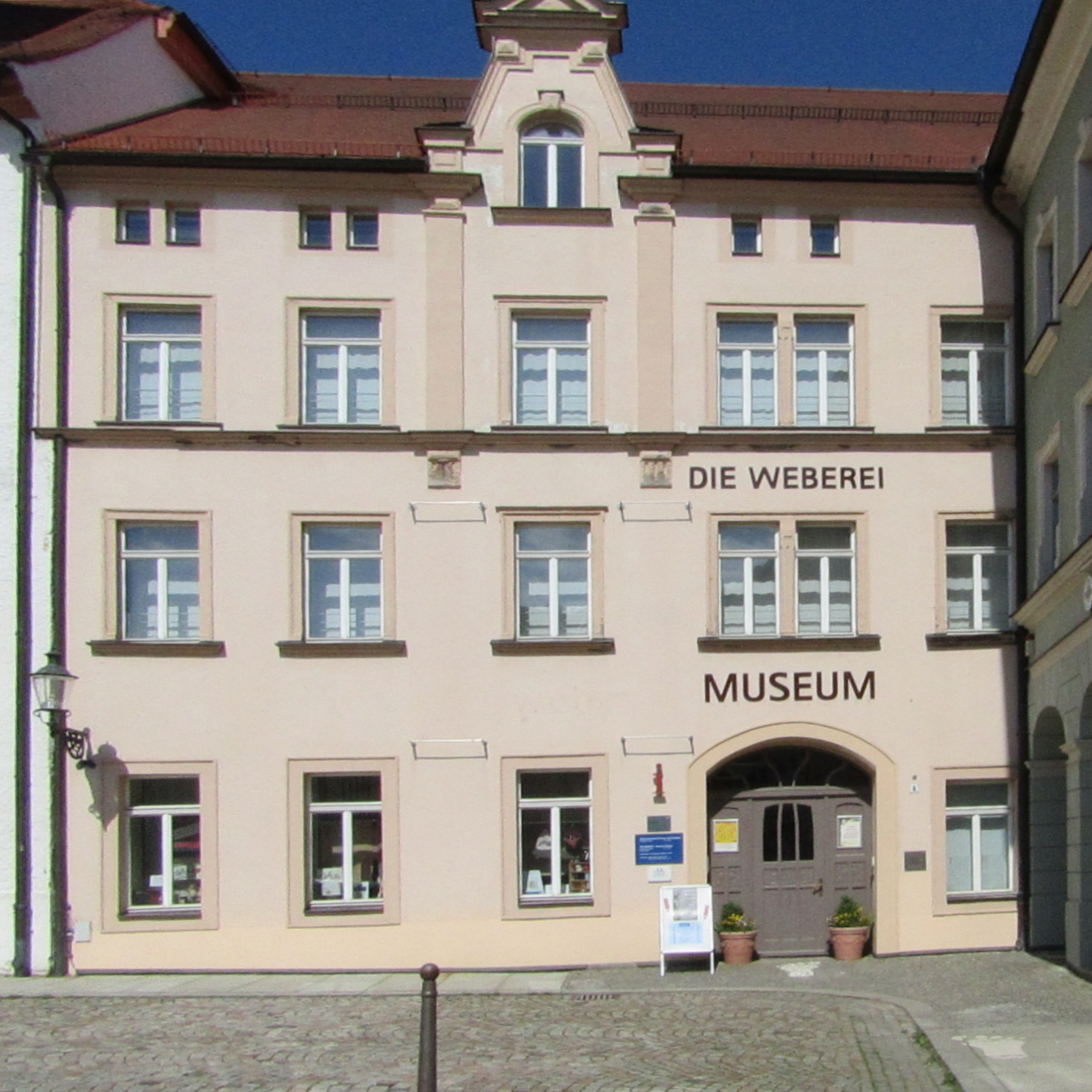
Außenansicht des Museums

DIE WEBEREI | Museum Oederan ist eine Sammlung zur sächsischen Webereigeschichte in der sächsischen Kleinstadt Oederan.
Das Museum hat eine Ausstellungsfläche von rund 1.000 Quadratmetern sowie einen Archiv- und Museumsfundus von rund 690 Quadratmetern. Es stellt zusätzlich zur Webereigeschichte die Oederaner Stadthistorie und die Geschichte der Ortsteile dar. Das Haus wird von der Stadt Oederan betrieben.

## Geschichte des Museums
Das Webmuseum Oederan ist aus dem Heimatmuseum (ehemals Gegenstände der Altertumsausstellung) der Stadt Oederan und der Schauwerkstatt „Historische Handweberei“ hervorgegangen.
Die Altertumsausstellung war eine einmalige Schau überkommener städtischer Güter. Sie fand im Oktober 1909 statt. Noch 1909 wurde die einmalige Ausstellung zum ständigen Inventar eines Heimatmuseums.
Mehrere Jahre betrieb der Oederaner Bürgerverein das Heimatmuseum. Im Jahre 1925 verschenkte der Verein die Einrichtung. Neuer Eigentümer wurde am 1. Januar 1926 die Stadt Oederan. Von 1932 bis in die Mitte der 1950er Jahre bestand das Museum im dritten Stock des Oederaner Rathauses.
1959 wurde das Oederaner Heimatmuseum mit dem städtischen „Museum für Arbeitergeschichte“ zusammengelegt. Die erweiterte Ausstellung bekam am Altmarkt (Pfarrgasse 5) einen neuen Standort. Besucher konnten auf zirka 330 Quadratmetern eine Weberstube, eine Zigarrenmacherstube, ein Biedermeierzimmer, ein Handwerks- und Innungszimmer, eine Zinn- und Kupfersammlung sowie fünf Zimmer zur sozialistischen Zeit und zur Arbeitergeschichte sehen. Im Oktober 1965 kam eine geologische Abteilung hinzu.
Nach mehreren Ausbaustufen gliederte sich das Museum Mitte der 1980er Jahre in Oederan im Mittelalter, Weberstube, Oederan im 17. und 18. Jahrhundert, bürgerliches Leben und demokratische Bewegung im 19. Jahrhundert, Anfänge der Oederaner Arbeiterbewegung, Oederan in der Novemberrevolution und der revolutionären Nachkriegskrise, Kampf der Oederaner Arbeiter unter der Führung der KPD für die Verteidigung der Rechte der Werktätigen und gegen die faschistische Gefahr 1923 bis 1933, Nacht des Faschismus über Oederan, Gedenkecken für den Kommunisten und Widerstandskämpfer Johannes Mosch und Oederan von 1945 bis 1980.
Nach Beitritt der Deutschen Demokratischen Republik zur Bundesrepublik wurde die Ausstellung überarbeitet. Sie orientierte sich nun an vereins-, handwerks- und industriegeschichtlichen Aspekten.
Ende der 1990er Jahre entsprach das Museumsgebäude nicht mehr modernen Ansprüchen. Die Stadt hielt nach neuen Räumen Ausschau. Nach erfolgloser Suche wurde im Jahre 2000 ein Neubau direkt neben dem Rathaus beschlossen. Die Stadtinformation, das Stadtarchiv und die „Historische Handweberei“ sollten zusätzlich in das neue Gebäude aufgenommen werden.
Im Jahre 2003 bekam das künftige Museum den Namen web MUSEUM OEDERAN. Damit verpflichtete es sich in erster Linie der erzgebirgischen Textilindustriegeschichte. Es eröffnete offiziell am 26. Januar 2004.

## Ständige Ausstellungen

### Webereigeschichte
Der Bereich der Webereigeschichte setzt mit Informationen zur Ansiedlung der Band- und Bortenwirker im Erzgebirge und der Tuchmacher- und Weberinnungsgeschichte der Stadt im 15. Jahrhundert ein. Der Museumskomplex zeichnet die Entwicklung dieses Handwerks- und Industriezweiges bis 1990 nach.
Im Zentrum dieses Museumskomplexes steht die „Historische Handweberei“. Hier setzt das Museum auf praktisch erlebbare Information. Vermittelt werden die Herstellung von Webgarn aus Wolle und Leinen, das Spulen von Kett- und Schussmaterial an Spulrad und Maschinen aus unterschiedlichen Zeitepochen, das Schären und Bäumen von Webketten für die Webstühle und -geräte in unterschiedlichen Webtechniken.
Im Bestand des Museums sind aus der ehemaligen Oederaner Handweberei Simon und durch Neuanschaffungen einfache Hochwebstühle, Flachwebstühle mit Rollengegenzug-, Federzug- und Kontermarscheinrichtungen. Es kann an Jacquardwebstuhl und an der Schaftmaschine gearbeitet werden. Die Abteilung der Handweberei zeichnet sich durch die unterschiedlichsten
Arten der Handwebstühle aus.
Als vollständig neuer Bereich wurden die mechanischen Webstühle der Lehrwerkstatt der Wäscheunion Oederan rekonstruiert und im Websaal aufgebaut. Man an den Geräten aus dieser ehemaligen Fabrik die Entwicklung der Webtechnik von 1920 bis 1976 nachvollziehen. Drei Webstühle sind sächsische Fabrikate und arbeiten in Schützenwebtechnik. Zwei Webstühle stammen aus der Tschechischen Republik. Bei ihnen wird der Schussfaden mit Druckluft eingetragen. Mit dieser Technik wurde eine ganze Abteilung der Weberei, die Spulerei, eingespart. In der mechanischen Weberei des Museums können zur Schauvorführung zudem ein Schönherr-Oberschläger, eine Schaufelschaftmaschine, ein Webautomat TES 4200 und Düsenwebmaschinen gezeigt werden. Mit den letztgenannten wurde bis 1992 in der Wäscheunion Oederan Bettwäschestoff hergestellt.

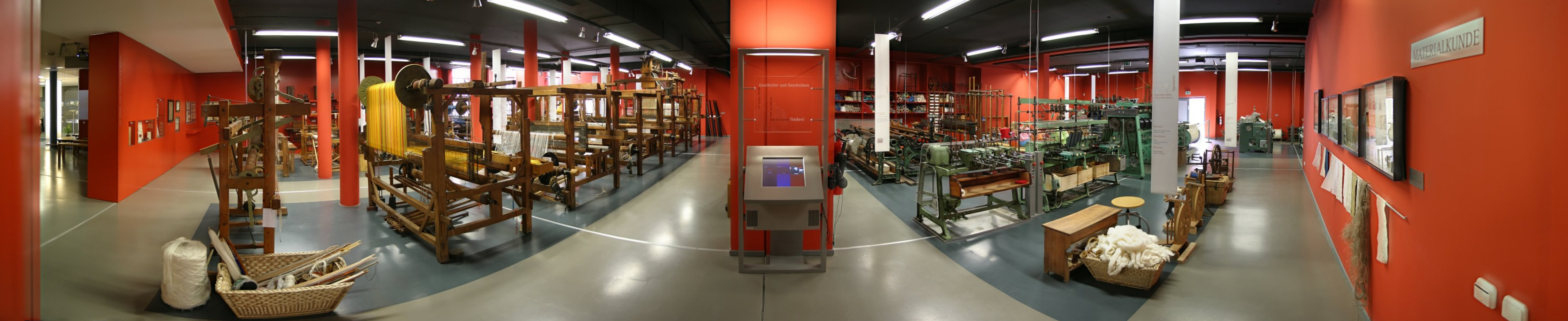
Innenansicht des web MUSEUM OEDERAN

### Stadtgeschichte
Die Ausstellung zur Stadtgeschichte geht bis zur Stadtwerdung Oederans zurück. Sie informiert über die Wirtschafts-, Kultur- und politische Geschichte der Stadt.
Schwerpunkte der Kultur- und Wirtschaftsgeschichte sind die Bildungseinrichtungen der Stadt, der Bergbau, die Kirchengeschichte, das Post-, Gesundheits- und Gerichtswesen, die Geschichte der ansässigen Innungen und die Industrialisierung mit der Ansiedlung von Handwerksbetrieben im Bahnhofsbereich. Einen breiten Raum nimmt die Entwicklung der Oederaner Vereine ein.
Im Bereich der politischen Geschichte wird besonders auf die Geschichte Oederans in politischen Krisenzeiten eingegangen.
Ergänzt wird der Bereich der Stadtgeschichte um eine umfangreiche Zinnsammlung. Gezeigt wird Gebrauchs- und Innungszinn.

## Wechselnde Ausstellungen
Im Dachgeschoss finden wechselnde Sonderausstellungen zu diversen Themenschwerpunkten statt.

## Angebote

### Weberforum Oederan
Das Weberforum Oederan ist eine bedeutende Plattform für Handweberei in Mitteldeutschland und reicht über diese Grenzen hinaus nach Österreich, die Schweiz und die Niederlande. Das erste Weberforum fand 2006 statt. Seitdem wird es in zweijährigem Rhythmus abgehalten. Zum Forum gehören Vorträge, Workshops und eine Fachmesse mit anerkannten Dozenten und Anbietern für die Handweberei.

### Kurse

#### Textilkurse
Das Museum bietet Web-, Spinn- und Textilkurse an. In den letzten Jahren wurden der Grundwebkurs „Von der Bindungslehre zum fertigen Gewebe“, der Aufbauwebkurs „Vom Entwurf zur fertigen Kette“, der Spinnkurs, „Wollverarbeitung“ und Webkurse mit Webbrettchen und mobilen Webgerät sowie am Webstuhl „Musterungen durch Ripsbindung“, „Weben mit Farbverflechtungen“ u. a. veranstaltet.

#### Druckereikurse
Mitarbeiter der Volkskunstschule Oederan bieten in den Museumsräumlichkeiten Druckereikurse an. Die Teilnehmer setzen im Handsatz Metall- und Holzletter. Der Druck erfolgt auf einer Boston-Tiegeldruckpresse. Es können unterschiedliche Schriftstücke gedruckt werden, etwa Briefbögen, Visitenkarten, Plakate oder Bücher. Es gibt einerseits Kurse, die sich den eigenen Ideen der Teilnehmer annehmen, andererseits werden feste Projekte angeboten. Die Produkte der Druckerei werden auch im Museumsshop verkauft.

### Museumspädagogische Angebote
Die museumspädagogischen Angebote orientieren sich am sächsischen Lehrplan. Folgende Themen werden angeboten:
- 3. Klasse „Vom Wollknäuel zum Gewebe“,
- 5. Klasse „Von der alten Kunst des Fadenkreuzens – Das Weben“,
- 6. Klasse „Exkursion in eine mittelalterliche Stadt“,
- 8. Klasse „Ein Jahrhundert voller Veränderungen – Oederan und die Industrialisierung“.

### Wäsche mangeln
Das Museum besitzt eine funktionstüchtige Kaltwäschemangel der Fa. Paul Thiele aus Chemnitz. Die Mangel kann von Museumsbesuchern selbst betrieben werden. Es ist aber auch möglich, Wäsche zum Mangeln abzugeben.